# Чита-1 (аеродром)
Чита-1 також Черьомушки (рос. Черёмушки) — військовий аеродром на північно-західній околиці міста Чита. На аеродромі базується 112-й окремий вертолітний полк 11-ї армії ВПС та ППО.
Аеродром був побудований наприкінці 1920-х років, раніше він приймав цивільні літаки. У роки Другої світової війни тут розташовувалися частини 12-ї повітряної армії. У 2014 році ЗПС аеродрому пройшла реконструкцію. «Черьомушки» — авіабаза яка приймає літаки винищувальної, транспортної та спеціальної авіації.
Аеродром також є базовим для 810-го авіаремонтного заводу, який займається капітальним ремонтом вертольотів Мі-8, Мі-24.

## Катастрофи та інциденти
- 14 березня 2020 військовий вертоліт Мі-8 (за іншими даними Мі-35М[3]) з аеродрому «Черьомушки» випадково вистрілив 23-міліметровою гарматою у житловий будинок. Постраждалих внаслідок інциденту, а також великих руйнувань не було.[4]